# آبسردة (ديناران)
آبسردة (بالفارسية: آبسرده) هي قرية تقع في إيران في Dinaran Rural District. يقدر عدد سكانها بـ 280 نسمة بحسب إحصاء 2016.